# Das schwarze Schloß
Das schwarze Schloß (Originaltitel: The Black Castle) ist ein US-amerikanischer Gruselfilm des ehemaligen Filmarchitekten Nathan Juran, dessen erste Regiearbeit dies war. Die Hauptrollen spielten Richard Greene, Boris Karloff und Stephen McNally.

## Handlung
Österreich in der ersten Hälfte des 18. Jahrhunderts: Sir Ronald Burton verschafft sich eine Einladung auf das Schloss des Grafen Karl von Bruno, den er verdächtigt zwei seiner Freunde ermordet zu haben. Zu seinem eigenen Schutz reist er unter dem Pseudonym Sir Richard Beckett und erreicht das Anwesen am Vorabend einer Gesellschaftsjagd, für die der Graf einen Leoparden beschafft hat. 
Auf der Jagd verliert Beckett sein Gewehr und will das Tier mit seinem Dolch erlegen, doch der Graf kommt ihm zuvor und erschießt es. Ungehalten beklagt sich Beckett über die Vereitlung seines Jagderfolgs, weshalb der Graf ihn zum Sieger erklärt und mit einem Paar Pistolen beschenkt. Bei der Soiree nach der Jagd gewinnt Beckett die Zuneigung der Gräfin Elga und findet bei ihr einen Schmuckanhänger, der einem seiner Freunde gehört hat. Er nimmt ihn als Beweisstück an sich und entdeckt ihr seine wahre Identität. 
Am nächsten Morgen reist er ab, um den kaiserlichen Hof zum Einschreiten zu veranlassen. Dr. Meissen, der Arzt des Grafen, eilt ihm nach und fleht ihn an zurückzukommen, um das Leben der Gräfin zu retten. Der Graf hat inzwischen von der Liebe seiner Frau zu Beckett und von dessen Nachforschungen erfahren. Als dieser wieder auf dem Schloss eintrifft und vorgibt, sein Geschenk vergessen zu haben, wirft er ihn zusammen mit Elga ins Verlies. Nachdem ein erster Fluchtversuch gescheitert ist, versetzt Dr. Meissen die beiden mit einer Droge in einen vorübergehenden Scheintod, der dem Grafen einen Suizid vorspiegeln soll. Der sieht sich um seine Rache gebracht und will im Affekt den Arzt töten, der ihm in seiner Not die Finte gesteht.
Der Graf verfällt nun auf die Idee, Beckett und Elga lebendig zu begraben. Dr. Meissen gelingt es noch, die beiden Pistolen in den Sarg von Beckett zu legen, bevor eine improvisierte Trauerfeier abgehalten wird. Als nach der Zeremonie die Särge verschlossen werden, lässt die Wirkung der Droge nach und die vermeintlichen Toten machen sich bemerkbar. Der herbeigeeilte Graf wird von Beckett mit seinem eigenen Geschenk erschossen. Zusammen mit Elga verlässt Beckett das Schloss unter dem Jubel der Dienerschaft.

## Produktionsnotizen
Gedreht in nur wenigen Wochen zwischen dem 12. März und dem 4. April 1952, wurde Das schwarze Schloß in einer Sondervorführung anlässlich der Halloween-Nacht am 31. Oktober desselben Jahres erstmals gezeigt. Massenstart war in Los Angeles am 20. November 1952. Die deutsche Premiere fand am 15. Mai 1953 statt.
Bernard Herzbrun und Al Sweeney, der hier seine erste selbständige Filmtätigkeit vorlegte, gestalteten die Filmbauten, Bill Thomas entwarf die historischen Kostüme. Bud Westmore war der Maskenbildner.
Joseph Gershenson arrangierte die Musiken so unterschiedlicher Komponisten wie Wolfgang Amadeus Mozart, Paul Dessau und Hans J. Salter.

## Kritiken
Jurans Regiedebüt erhielt durchwachsene Bewertungen. Nachfolgend mehrere Beispiele:
Halliwell’s Film nannte Das schwarze Schloß eine „Variation von Graf Zaroff – Genie des Bösen, und nicht eine gute“. Das Erzähltempo sei „zu schwerfällig“ und „die Atmosphäre unangenehm“, während der Movie & Video Guide den Film als ein „uninspiriertes Schauermelodram“ bezeichnete.
Das Lexikon des Internationalen Films schrieb: „Überspanntes Schauerdrama, dem es zum guten Gruselfilm an Fantasie und Atmosphäre fehlt.“
Im Fantasy Filmfest Archiv heißt es hingegen deutlich freundlicher: „Ein düsteres Schloß, verschlungene Geheimgänge und eine unheimliche Gruft sorgen für die klaustrophobische Atmosphäre, die einen echten Universal-Horror-Heuler auszeichnen. Doch der auf große Fantasyabenteuer spezialisierte Nathan Juran (7TH VOYAGE OF SINBAD), geht einen Schritt weiter, treibt die Dekadenz und den rabenschwarzen Humor, die schon immer die Filme des Studios auszeichneten, auf die Spitze und schuf so ein total überspanntes Schauerdrama mit einem hervorragenden Boris Karloff. THE BLACK CASTLE ist eine echte Entdeckung!“